# Альціон погнпейський
Альціо́н погнпейський (Todiramphus reichenbachii) — вид сиворакшоподібних птахів родини рибалочкових (Alcedinidae). Ендемік Федеративних Штатів Мікронезії. Вид названий на честь німецького ботаніка й орнітолога Людвіга Райхенбаха. Раніше вважався конспецифічним з мікронезійським альціоном.

## Опис

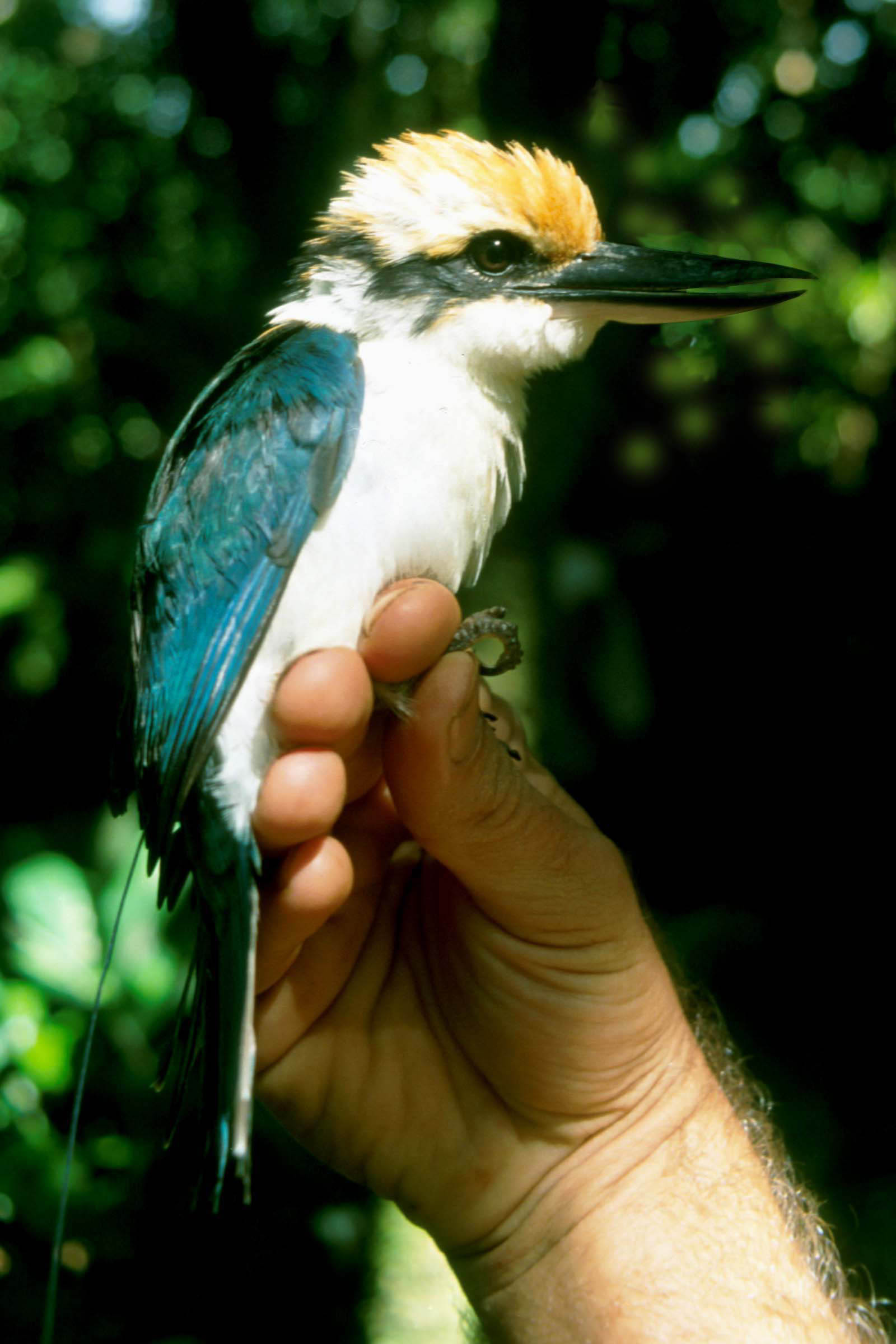
Погнпейський альціон

Довжина птаха становить 20 см. Верхня частина голови рудувато-іржаста, на обличчі тонка чорна «маска», що переходить у чорну смугу на задній частині шиї. Верхня частина тіла блискуча, зеленувато-синя, нижня частина тіла біла. Дзьоб міцний, чорний, знизу рожевуватий.

## Поширення і екологія
Погнпейські альціони є ендеміками острова Понпеї. Вони живуть у мангрових і тропічних лісах, на узліссях і в садах.

## Збереження
МСОП класифікує цей вид як уразливий. За оцінками дослідників, популяція погнпейських альціонів становить від 10 до 20 тисяч птахів. Їм загрожує знищення природного середовища, а також можлива поява на островах інвазивних бурих бойг.